# Aptychella chlorophyllosa
Aptychella chlorophyllosa là một loài Rêu trong họ Sematophyllaceae. Loài này được (Herzog) Tixier mô tả khoa học đầu tiên năm 1977.